# أدولف شيرير
أدولف شيرير (مواليد 5 مايو 1938) هو لاعب كرة قدم. لعب مع منتخب تشيكوسلوفاكيا لكرة القدم. سبق له أن لعب في كأس العالم لكرة القدم مع منتخب بلاده.

## روابط خارجية
- أدولف شيرير على موقع الاتحاد الدولي (مؤرشف)  (الإنجليزية)
- أدولف شيرير على موقع الاتحاد الأوربي (الإنجليزية)
- أدولف شيرير على موقع الاتحاد التشيكي (الإنجليزية)
- أدولف شيرير على موقع قاعدة بيانات كرة القدم.إي يو (الإنجليزية)
- أدولف شيرير على موقع ناشيونال فوتبول تيمز (الإنجليزية)
- أدولف شيرير على موقع عالم كرة القدم.نت (الإنجليزية)